# Rachel Crandall
Rachel Crandall Crocker (Michigan, 1958) es una psicoterapeuta y activista transgénero estadounidense. Fundó la organización comunitaria Transgender Michigan para mejorar las vidas de las personas transgénero en Michigan en 1997. En 2009 fundó el Día Internacional de la Visibilidad Trans como contrapunto al otro único día festivo para las personas transgénero, el Día Internacional de la Memoria Transgénero.

## Primeros años de vida
Nació en 1958, en Michigan, en una familia de clase media. Tuvo conciencia de su identidad de género disidente desde la infancia, pero salió del armario 38 años después.
En 1985, se graduó de la Universidad Estatal de Michigan con una maestría en trabajo social.
En 1997 se declaró mujer transgénero, pero finalizó su primer matrimonio, perdió su hogar y fue despedida de su puesto en el hospital en el que trabajaba.

## Carrera
Después de salir del armario en 1997, cofundó la organización comunitaria Transgender Michigan con su actual esposa, Susan Crocker, donde se desempeña como directora ejecutiva. A través de su organización, brinda defensa, apoyo y educación a la comunidad transgénero en Michigan.
Además de su labor de defensa de derechos, trabaja como psicoterapeuta licenciada especializada en cuestiones transgénero desde 1985. También es miembro de la Asociación Nacional de Trabajadores Sociales y ofrece capacitación y educación a terapeutas sobre atención a personas transgénero.
En 2009, Crandall Crocker buscó una razón para celebrar a la comunidad transgénero y fundó el Día Internacional de la Visibilidad Trans el 31 de marzo como un "día para centrarse en los vivos" como contrapunto al Día Internacional de la Memoria Transgénero.  Desde su fundación, el día internacional ha sido reconocido en países de todo el mundo, incluido Estados Unidos, por el presidente Joe Biden y celebró su 15.º aniversario en 2024.  En un ensayo de entrevista con la revista Them en 2021, reflexionó sobre la fundación del día y cómo la visibilidad puede ser un arma de doble filo, ya que la visibilidad también puede traer riesgos de ataques.

## Honores y premios
En septiembre de 2008, recibió el premio Liberty Bell para "honrar a los ciudadanos destacados dentro de la comunidad local" por parte del Colegio de Abogados del Estado de Michigan en honor a su servicio a la comunidad. Ella fue la primera persona transgénero en recibir el premio.
En junio de 2023, recibió el reconocimiento Pride Month Game Changers por los Detroit Red Wings y los Detroit Tigers por su labor de defensa.

## Vida personal
Crandall Crocker se identifica como una mujer transgénero y usa los pronombres she/her. Está casado con su esposa, Susan Crocker, y vive en Michigan. Ella también vive con el síndrome de Tourette.